# Orde van eiken- en beukenbossen op voedselrijke grond
De orde van eiken- en beukenbossen op voedselrijke grond (Fagetalia sylvaticae) is een orde uit de klasse van eiken- en beukenbossen op voedselrijke grond (Querco-Fagetea). De orde omvat bosplantengemeenschappen die voorkomen op betrekkelijk voedselrijke bodems, en die gekenmerkt wordt door een zeer soortenrijke en kleurrijke voorjaarsflora.

## Naamgeving en codering
| Carpino-Fagetalia Scamoni & Pass. 1959 |
| Luzulo-Fagetalia Scamoni & Pass. 1959  |
| Tilietalia platyphylli Moor 1973       |

- Duits: Buchen- und Edellaubwälder
- Syntaxoncode voor Nederland (rVvN): r46A

De wetenschappelijke naam Fagetalia sylvaticae is afgeleid van de botanische naam van een belangrijke soort binnen deze klasse, de beuk (Fagus sylvatica).

## Kenmerken
Voor de kenmerken van deze orde, zie de klasse van eiken- en beukenbossen op voedselrijke grond.

## Onderliggende syntaxa in Nederland en Vlaanderen
De orde van eiken- en beukenbossen op voedselrijke grond wordt in Nederland vertegenwoordigd door twee verbonden (het verbond van els en gewone vogelkers en het haagbeuken-verbond). In Vlaanderen wordt de orde naast de twee voorgenoemde verbonden ook nog vertegenwoordigd door een derde verbond (het beuken-verbond).
- - verbond van els en vogelkers (Alno-Padion)
    - abelen-iepenbos (Violo odoratae-Ulmetum)
    - essen-iepenbos (Fraxino-Ulmetum)
    - meidoorn-berkenbos (Crataego-Betuletum)
    - goudveil-essenbos (Carici remotae-Fraxinetum)
    - vogelkers-essenbos (Pruno-Fraxinetum)

  - haagbeuk-verbond (Carpinion betuli)
    - kalk-eikenhaagbeukenbos (Orchido-Carpinetum)
    - sleutelbloem-eikenhaagbeukenbos (Primulo elatioris-Carpinetum)
    - eiken-haagbeukenbos (Stellario-Carpinetum)
    - eiken-haagbeukenbos met wilde hyacint (Endymio-Carpinetum)
    - essen-eikenbos met wilde hyacint (Endymio-Fraxinetum)

  - beuken-verbond (Fagion sylvaticae)
    - eiken-beukenbos met wilde hyacint (Endymio-Fagetum)
    - parelgras-beukenbos (Melico-Fagetum)
    - gierstgras-beukenbos (Milio-Fagetum)

## Diagnostische taxa voor Nederland en Vlaanderen
De orde van eiken- en beukenbossen op voedselrijke grond heeft voor Nederland en Vlaanderen geen specifieke kensoorten. Voor een overzicht van de voornaamste ken- en begeleidende soorten van de klasse, zie de klasse van eiken- en beukenbossen op voedselrijke grond.